# Голтри (Оклахома)
Голтри (енгл. Goltry) град је у америчкој савезној држави Оклахома.

## Демографија
По попису из 2010. године број становника је 249, што је 19 (-7,1%) становника мање него 2000. године.
| Група             | 2000.       | 2010.       |
| Белци             | 248 (92,5%) | 235 (94,4%) |
| Афроамериканци    | 0 (0,0%)    | 1 (0,4%)    |
| Азијати           | 0 (0,0%)    | 0 (0,0%)    |
| Хиспаноамериканци | 0 (0,0%)    | 1 (0,4%)    |
| Укупно            | 268         | 249         |